# (5802) Casteldelpiano
(5802) Casteldelpiano est un astéroïde de la ceinture principale.

## Description
(5802) Casteldelpiano est un astéroïde de la ceinture principale. Il fut découvert le 27 avril 1984 à La Silla par Vincenzo Zappalà. Il présente une orbite caractérisée par un demi-grand axe de 2,27 UA, une excentricité de 0,16 et une inclinaison de 2,4° par rapport à l'écliptique.

## Compléments